# Decimo
Decimo je stará italská jednotka délky. Její hodnoty se ale krajově od sebe navzájem značně lišily.

## Hodnoty
- Benátky : jedno decimo = 0,2414 milimetru = 1/1440 piede
- Neapol : jedno decimo = 22,64 milimetru = 1/10 palmo
- Vatikán : jedno decimo = 1,860 milimetru = 1/160 piede architettonico

## Použitý zdroj
- Malý slovník jednotek měření, vydalo nakladatelství Mladá fronta v roce 1982, katalogové číslo 23-065-82